# Thomomys
Genre
Thomomys est un genre de rongeur de la famille des Géomyidés. Ces animaux sont appelés des gaufres ou plus précisément des Gaufres à poche des montagnes, notamment l'espèce Thomomys bottae.
Le genre a été décrit pour la première fois en 1839 par Maximilian zu Wied-Neuwied (1782-1867), un prince allemand, naturaliste, ethnologue et explorateur.

## Liste des sous-genres et espèces

### Liste des sous-genres
Selon Mammal Species of the World (version 3, 2005)  (2 juin 2016) :
- sous-genre Thomomys (Megascapheus)
  - Thomomys bottae - Gaufre de Botta[3] ou Gaufre à poche occidental[1] ou Gaufre à poche des montagnes[1]
  - Thomomys bulbivorus — Gaufre bulbivore[3]
  - Thomomys townsendii
  - Thomomys umbrinus
- sous-genre Thomomys (Thomomys)
  - Thomomys clusius
  - Thomomys idahoensis
  - Thomomys mazama
  - Thomomys monticola
  - Thomomys talpoides — Gaufre gris[3]

Selon ITIS (2 juin 2016) :
- sous-genre Thomomys (Megascapheus) Elliot, 1903
  - Thomomys atrovarius J. A. Allen, 1898
  - Thomomys bottae (Eydoux and Gervais, 1836)
  - Thomomys bulbivorus (Richardson, 1829)
  - Thomomys townsendii (Bachman, 1839)
  - Thomomys umbrinus (Richardson, 1829)
- sous-genre Thomomys (Thomomys) Wied-Neuwied, 1839 
  - Thomomys clusius Coues, 1875
  - Thomomys idahoensis Merriam, 1901
  - Thomomys mazama Merriam, 1897
  - Thomomys monticola J. A. Allen, 1893
  - Thomomys talpoides (Richardson, 1828)

### Liste des espèces
Selon NCBI (2 juin 2016) :
- Thomomys anitae
- Thomomys atrovarius
- Thomomys bottae
- Thomomys bulbivorus
- Thomomys chihuahue
- Thomomys fulvus
- Thomomys idahoensis
- Thomomys laticeps
- Thomomys mazama
- Thomomys monticola
- Thomomys nigricans
- Thomomys sheldoni
- Thomomys talpoides
- Thomomys townsendii
- Thomomys umbrinus

Selon Paleobiology Database (2 juin 2016) :
- Thomomys bottae
- Thomomys carsonensis
- Thomomys gidleyi
- Thomomys microdon
- Thomomys monticola
- Thomomys orientalis
- Thomomys potomacensis
- Thomomys talpoides
- Thomomys townsendii
- Thomomys umbrinus